# Dorcasominae
Die Dorcasominae sind eine Unterfamilie der Bockkäfer (Cerambycidae). Die etwa 340 Arten leben vor allem im tropischen Afrika und Süd-Asien, mit Mannigfaltigkeitszentrum auf der Insel Madagaskar. Sie erreichen mit wenigen Arten Nordafrika und die östliche Mittelmeerregion, fehlen aber in Europa ganz.

## Merkmale

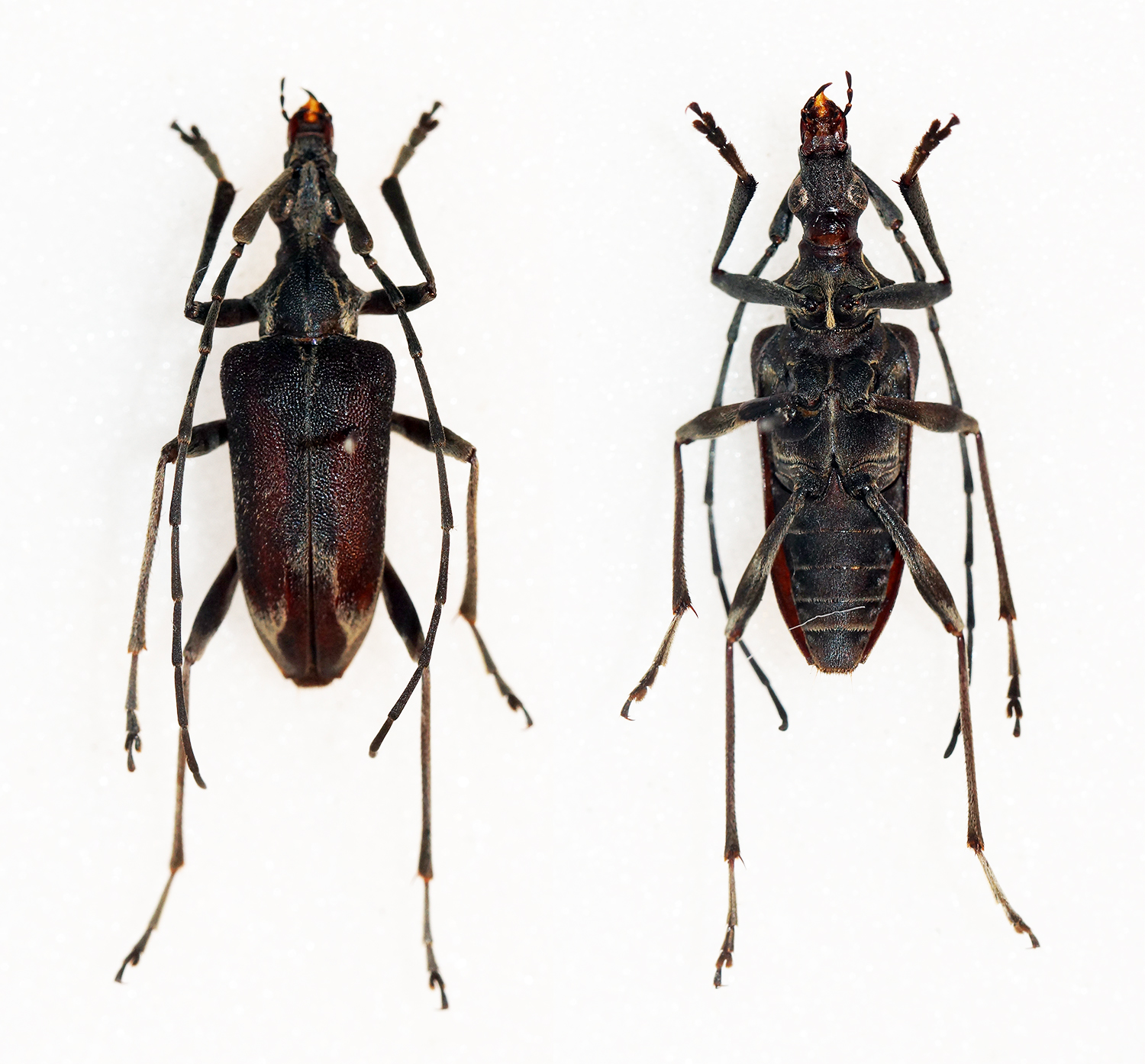
Capnolymma brunnea aus Vietnam

Dorcasominae sind kleine bis mittelgroße Bockkäfer, mit einer Körperlänge von 6 bis 42 Millimeter. Die Körperform ist immer mehr oder weniger langgestreckt, fast immer mit langen, kräftigen Beinen.
Am Kopf zeigen die Mundwerkzeuge nach vorn (prognath), der Vorderkopf ist bei einigen Gattungen in einen markanten Rüssel verlängert (rostrat). Die Komplexaugen sind überwiegend mittelgroß, bei einigen Gattungen stark vergrößert, selten sich beinahe berührend, sie sind ganzrandig oder nierenförmig ausgerandet. Die Antennen inserieren oben oder seitlich am Kopf, niemals direkt angrenzend an die Basis der Mandibeln, sie überragen in der Länge zurückgelegt mindestens die Basis des Pronotum, manchmal sind sie abgeplattet oder markant gesägt; sie sind wie typisch für die Verwandtschaft elfgliedrig. Die Mandibeln sind einspitzig, ohne Kaufläche (Molarregion), am Innenrand der Schneidekante mit einer deutlichen Haarreihe. Labium und Maxillen sind normal gebildet, die Maxille mit freien Laciniae, ihre Taster an der Spitze abgestutzt. Der Kopf ist manchmal direkt hinter den Augen eingeschnürt, besitzt aber nie lange Schläfen mit einer dahinter abgesetzten Halsregion.
Das Pronotum ist an den Seiten nicht gekielt, trägt dort aber häufig einen spitzen Dorn, Höcker oder Tuberkel. Die Vorderhüfthöhlen sind innen geschlossen und hinten offen, die Hüften der Vorderbeine kugelig oder quer, sie überragen den schmalen, aber deutlichen Prosternalfortsatz immer etwas nach hinten. Das Mesoscutum trägt meist eine, oft in der Mitte geteilte Reibeplatte zur Lauterzeugung (Stridulation). Die Flügeldecken (Elytren) sind lang und schlank, parallelseitig oder nach hinten verengt, gelegentlich einzeln zugespitzt (an der Flügeldeckennaht klaffend) oder am Ende abgestutzt, so dass die Hinterflügel partiell freiliegen, aber immer so lang, dass der Rumpfabschnitt nach hinten überragt wird. Die Hinterflügel sind fast immer vollständig ausgebildet, die Käfer flugfähig, sehr selten kommen Arten mit reduzierten Hinterflügeln vor. Die Beine tragen die typischen, „pseudotetrameren“ Tarsen der Verwandtschaft, d. h. das vierte Tarsenglied ist sehr klein und beinahe in der Aussparung des dritten verborgen. Ihr fünftes Glied ist bei den Männchen mancher Arten deutlich verbreitert. Die Klauen sind frei, manchmal sichelartig verlängert.
Der Ovipositor der Weibchen ist je nach Lebensweise abgewandelt, meist lang mit deutlichen Styli. Bei Apatophysis ist die Spitze sklerotisiert (Eiablage unter der Erde), bei Dorcasomus ist er stark verkürzt (Eiablage an lebendes Holz). Der Aedeagus der Männchen ist bei einigen Arten extrem lang und schlank.

## Biologie und Lebensweise
Die Larven der meisten Arten, deren Lebensweise überhaupt bekannt ist, leben in abgestorbenem, oft stark verrotteten, Totholz, sowohl über- wie auch unterirdisch. Da zumindest einige der madagassischen Arten bekanntermaßen an rotfaules Holz eingeführter Baumarten (etwa Eukalypten oder Kiefern) übergehen, sind zumindest diese unspezialisiert polyphag. Zumindest einige Arten können sich aber im harten Holz lebender Bäume entwickeln, so etwa Dorcasomus an Bersama (Familie Honigstrauchgewächse oder Melianthaceae), einige (nicht bis zur Art identifizierte) auch unter der Rinde von lebenden Ästen. Das letzte Larvenstadium vieler Arten verlässt das Nahrungssubstrat und verpuppt sich im Boden. Details zum Lebenszyklus sind in keinem Fall bekannt.
Die imaginalen Käfer vieler Arten sind als Blütenbesucher bekannt. Dadurch ergibt sich (als konvergente Entwicklung) eine oberflächliche Ähnlichkeit zu den ebenfalls blütenbesuchenden Schmalböcken (Lepturinae), in die die meisten Gattungen irrtümlich lange Zeit eingeordnet worden waren. Während die Blütenbesucher tagaktiv sind, ist der überwiegende Teil der anderen Arten nachtaktiv.

## Verbreitung
Von den etwa 340 bisher beschriebenen Arten leben über 250, in 78 Gattungen, auf der Insel Madagaskar. Alle dort verbreiteten Arten sind Endemiten dieser Insel. Die übrigen Arten leben überwiegend im tropischen Afrika (Afrotropis) und in Südasien (Orientalis). Wenige Arten dringen in trockene (aride) Lebensräume der südlichen Paläarktis vor, insbesondere Arten der Gattung Apatophysis.

## Phylogenie, Taxonomie, Systematik
Die bekannten Gattungen der Unterfamilie waren lange Zeit in den Unterfamilien Lepturinae und Cerambycinae geführt worden, auch wenn Taxonomen schon länger auf unpassende Merkmale einiger Gattungen hingewiesen hatten. Der russische Entomologe Mikhail L. Danilevsky erhob sie erst 1979 zur neuen Unterfamilie. Diese Einstufung beruhte fast ausschließlich auf Merkmalen der Larven, während sie anhand der Merkmale allein der Imagines kaum von den Cerambycinae abzutrennen wären; es lässt sich gestützt auf die Imagines nicht eine sichere Autapomorphie angeben. Danilevsky benannte die Gruppe Apatophysinae Lacordaire, 1869, später sprachlich berichtigt zu Apatophyseinae. Wenn allerdings, wie heute überwiegend angenommen, die beiden Triben tatsächlich zusammengehörig sind, muss die Gruppe aus Prioritätsgründen Dorcasominae heißen; dies wurde von Danilevsky 2007 bemerkt und durch Hüseyin Özdikmen 2008 auch formal vollzogen. Beide Namen beruhen auf einer alten Einteilung in Lacordaires Histoire naturelle des insectes, als „Dorcasomides“ bzw. „Apatophysides“.
Innerhalb der Bockkäfer nächstverwandt und vermutliche Schwestergruppe sind die Cerambycinae. In einer phylogenomischen Untersuchung 2018 konnte die enge Beziehung zu den Cerambycinae bestätigt werden, die Monophylie war aber nicht gesichert (getestet nur Gattung Dorcasomus).
Die Unterfamilie wird in zwei Triben gegliedert:
- Tribus Dorcasomini, mit der einzigen Gattung Dorcasomus (mit acht Arten).
- Tribus Apatophyseini, mit den übrigen Gattungen.

Ein Katalog von 2017 listet 350 Arten. Es werden allerdings noch laufend neue Arten beschrieben.